# Acrobelus nessimiani
Acrobelus nessimiani är en insektsart som beskrevs av Ceotto, Mejdalani et Takiya 2004. Acrobelus nessimiani ingår i släktet Acrobelus och familjen dvärgstritar. Inga underarter finns listade i Catalogue of Life.